# Cafeara
Cafeara is een gemeente in de Braziliaanse deelstaat Paraná. De gemeente telt 2.853 inwoners (schatting 2009).

## Aangrenzende gemeenten
De gemeente grenst aan Centenário do Sul, Guaraci, Lupionópolis, Nossa Senhora das Graças en Santo Inácio.